# Rosulabryum truncorum
Rosulabryum truncorum là một loài Rêu trong họ Bryaceae. Loài này được (Brid.) Ochyra mô tả khoa học đầu tiên năm 2003.